# Tschonguri
Tschonguri, auch chonguri, čʽonguri (georgisch ჩონგური), ist eine viersaitige gezupfte Schalenhalslaute, die im Westen Georgiens besonders zur Begleitung von polyphonen Liedern dient. Die tschonguri ist überwiegend ein Fraueninstrument; mit ihrem aus Spänen verleimten Korpus ist sie etwas größer als die aus einem Holzblock gefertigte dreisaitige Laute panduri im Osten Georgiens, die meist von Männern gespielt wird. Für das am besten kultivierte georgische Saiteninstrument existiert eine eigene Spieltradition.

## Herkunft

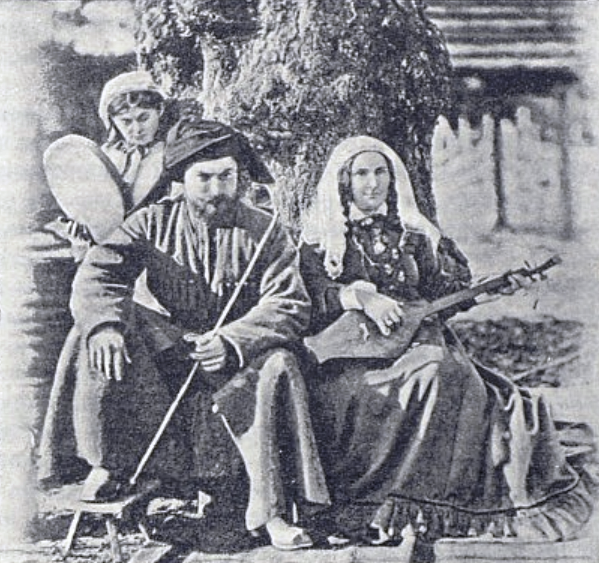
Georgische Volksmusiker mit tschonguri und Rahmentrommel daira, 1908

Die ältesten Langhalslauten der Kaukasusregion hängen mit der vorderorientalischen Musiktradition zusammen und mit der Kultur der zentralasiatischen Nomaden. In der historischen Region Choresmien wurden zahlreiche Terrakottastatuetten aus dem 4. Jahrhundert v. Chr. bis 4. Jahrhundert n. Chr. gefunden, die etwa zehn Zentimeter groß sind und Musikanten darstellen. Einige halten Lauteninstrumente in Spielposition mit dem Hals schräg nach unten, die als direkte Vorläufer der heutigen dombra in Kasachstan, der komuz in Kirgistan und der topschur im Altai, also Regionen mit einer bis in die Gegenwart reichenden nomadischen Tradition, angesehen werden.
Die ostgeorgische panduri stellt mit ihrem aus einem Holzblock ausgehöhlten Korpus einen älteren Lautentyp dar, wie er erstmals im 8. Jahrhundert v. Chr. an elamitischen Tonfiguren auftaucht und zum Ausgangspunkt für die birnenförmige Urform der persischen Laute barbat wurde, deren Form sich in Asien weit verbreitet hat und die unter anderem in der kirgisischen komuz und der jemenitischen qanbus erhalten blieb. In frühislamischer Zeit (im 7./8. Jahrhundert) entwickelten sich gänzlich andere Lauten mit einem tiefbauchigen, aus Holzstreifen verleimten Korpus. Die früheste eindeutige Referenz an die neuartige Korpusform findet sich im 10. Jahrhundert in der mit Ikhwān al-Ṣafaʾ betitelten Sammlung von arabischen Schriften zu Wissenschaft und Philosophie. In Europa kam dieser Lautentyp nicht vor dem 12. Jahrhundert an.
Im georgischen Nationalepos Der Recke im Tigerfell, das Schota Rustaweli im 12. Jahrhundert verfasste, finden sich einige aus dem Persischen stammende Namen georgischer Musikinstrumente. Die mittelalterliche persische Winkelharfe tschang ist in Swanetien noch als tschangi bekannt, die Trompete buki geht über das Persische auf arabisch būq zurück, die heutige Trommel doli hieß früher dabdabi, von persisch dabdab, während das dort ebenfalls erwähnte Saiteninstrument barbitsa (von persisch barbat) aus Georgien verschwunden ist.
Die panduri ist in Georgien seit dem 10. Jahrhundert namentlich bekannt, der Name tschonguri erst seit dem 18. Jahrhundert, auch ihre Bauform ist in Georgien eine von der panduri ausgehende Entwicklung. In persischen Quellen taucht tschonguri mehrfach in der zweiten Hälfte des 17. Jahrhunderts auf. Der Eintrag im russisch-georgischen Wörterbuch des georgischen Gelehrten David Chubinashvili (1814–1891) von 1848 lautet „Tschonguri (persisch), eine kleine saz mit vier oder fünf Saiten, balalaika.“
Nach einer kurzen Abhandlung über Musik, die Ioane Bagrationi zwischen 1817 und 1820 verfasste, gab es damals eine georgische Laute tschonguri mit sechs Bünden, zwei weißen Saiten sowie einer gelben und einer kurzen zili-Saite. Ein gleichnamiges Instrument der schiitischen Kizilbasch soll mehr Bünde besessen haben, ein dritter Lautentyp soll tschanguri geheißen haben. Als tschongur bezeichnete man in Georgien im 19. Jahrhundert Instrumente aus dem orientalischen Raum. In Armenien gab es eine bundlose, mit einem Plektrum gespielte tschongur, auch tschungur, tschenkiur oder tschang mit vier Metallsaiten, von denen zwei gelb und zwei hell waren. Ihr birnenförmiger Korpus war mit Perlmutteinlagen verziert. Die Form der tschonguri ist eng verwandt mit der aserbaidschanischen Langhalslaute çoğur (tschogur, chogur) mit drei Bündeln für zwei oder drei Stahlsaiten, die im Land auch unter dem türkischen Namen saz bekannt ist und sich als Instrument der Epensänger (ashyq) gegenüber der klassischen tar auf dem Rückzug befindet. Die chungur in Armenien und Dagestan bezeichnet in beiden Ländern heute eine Streichlaute.
Die Sprachwurzel von tschonguri ist tschang. Francis W. Galpin bezeichnete tschang oder tschank als verkürzte persische Formen von arabisch und paschtunisch tschangal (čangal), das er auf die altbabylonische rechtwinklige Harfe mit schräg verlaufenden Saiten zurückführte, die in spätbabylonischer Zeit zaggal ausgesprochen wurde. Eine Tontafel aus dem 7. Jahrhundert v. Chr. zeigt ein elamitisches Orchester mit einer Harfe, assyrisch zak’k’al. Das Wort enthält die Grundbedeutungen von „Holz“, „gerade“, „aufrecht“ und bezieht sich wohl auf einen Harfentyp mit eher senkrechten Saiten. Es ist vermutlich eine vereinfachte Zeichendarstellung des älteren sumerischen Wortes ZAG-SAL.

## Bauform

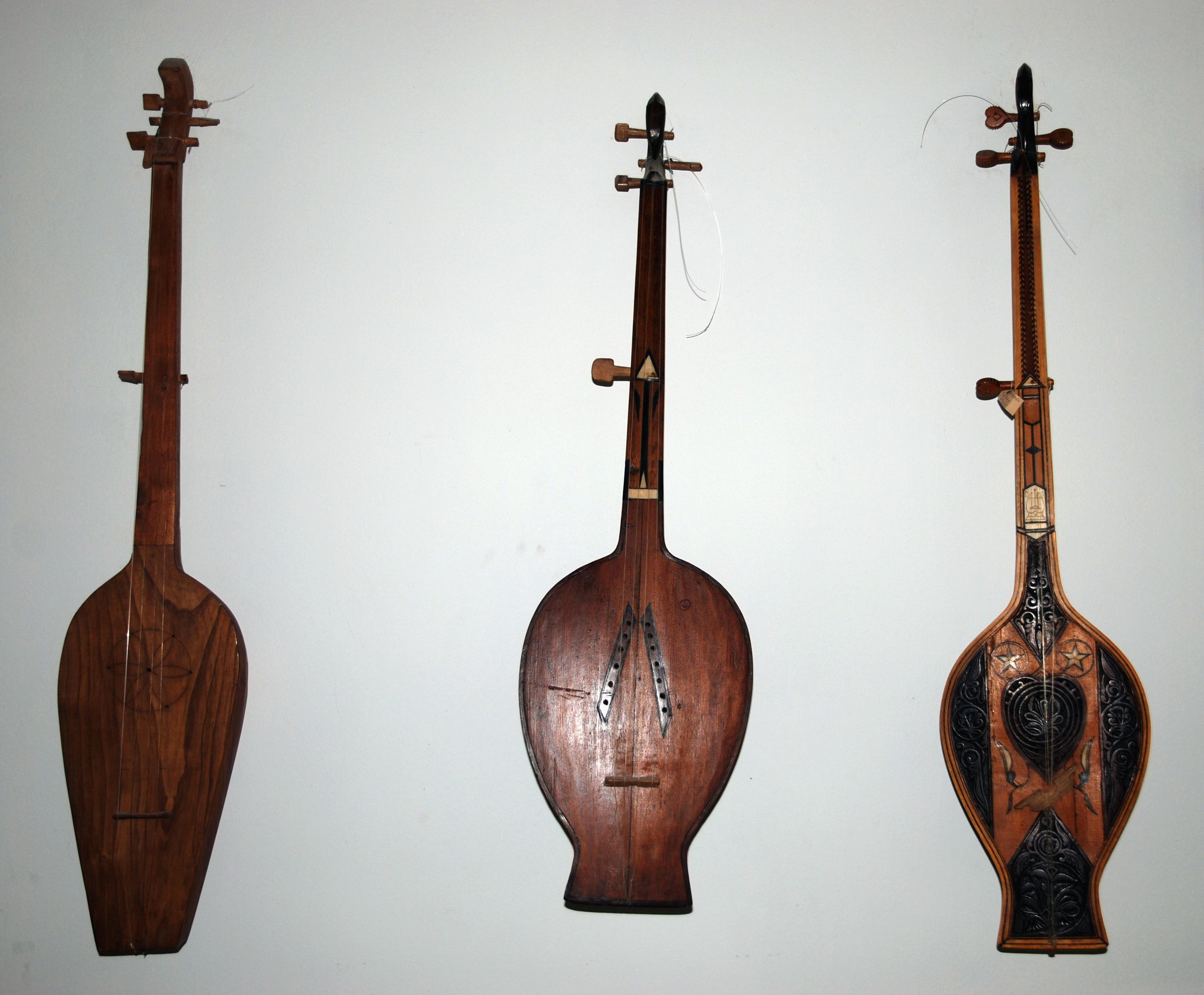
Drei tschonguri mit massivem Holzkorpus. Staatliches Musikinstrumentenmuseum, Tiflis

Der gebauchte Korpus der tschonguri besteht aus sieben bis zehn Holzlamellen von zwei bis drei Millimetern Stärke, die über einer Form gebogen und stumpf miteinander verleimt wurden. Wie bei der panduri endet der Korpus mit einer geraden Unterseite, der Umriss ist in der Draufsicht birnenförmig und im mittleren Bereich weiter ausgebaucht als bei der panduri. Hals und Wirbelkasten werden aus demselben Holzstab gefertigt und ergeben eine Gesamtlänge des Instruments von etwa 100 Zentimetern. Verwendete Holzarten sind Maulbeerbaum, Walnussbaum und Fichte. Regionale Vorläufer der heute üblichen tschonguris mit einem massiven, spaten- oder birnenförmigen Korpus sind praktisch nur noch in Museen zu sehen. Die flache Holzdecke ist gegenüber den schmucklosen anderen georgischen Saiteninstrumenten mit einem Muster kleiner runder Schalllöcher, Intarsien aus dunklerem Holz oder Perlmutt verziert.
Die panduri besitzt Saiten aus Schafsdarm, die tschonguri aus Seidenfäden. Als wesentlicher Unterschied zur ostgeorgischen Laute fehlen bei der tschonguri die Bünde. Drei Saiten verlaufen vom Boden über einen flachen, mittig auf der Decke aufgesetzten Steg bis zu den seitenständigen Wirbeln am nach hinten gebogenen Ende des Halses. Eine vierte kürzere Saite endet an einem Wirbel auf halber Höhe des Griffbretts. Sie heißt zili, was sich aus dem persischen Wort zīr herleitet, das auch als zil teli für „höchste Saite“ in das Türkische gefunden hat. Die Entsprechungen für zili in westgeorgischen Dialekten sind tsvrili (Gurien), perdi (Imeretien) und mechipashe (Mingrelien). In einer arabischen Abhandlung über Musik aus dem 10. Jahrhundert bezeichnet zīr eine der Saiten der Knickhalslaute oud, auch der Begriff zil in der armenischen Sprache stammt über zir aus dem Persischen.

## Stimmungen
Die drei gängigsten Stimmungen sind pirveli („die erste“) und am weitesten verbreitete (chveulebrivi, „üblich“): f – a – c1 – f1, meore („die zweite“): f – a – c1 – e1 und mesame („die dritte“): f – g – c1 – g1. Erwähnt wurden ferner die Stimmungen f – a♭ – c1 – e und f – b♭ – d1 – f1. In der Region Gurien wird die zweite Stimmung auch ashobili (Dialektform von moshvebuli, „freimachen“, „gelöst“) genannt, dementsprechend heißt die tiefste (am wenigsten gespannte) Saite moshuei oder bhoshi. Die höchste der langen Saiten heißt mskhirpane (abgeleitet von ganskhipva, „hohe Spannung“) und die mittlere shuamoshobili (wörtlich „die in der Mitte gelöste“) und dzilmoshobili. Die weiteren Bezeichnungen für die Saiten richten sich nach der regionalen Bedeutung des Instruments im musikalischen Zusammenklang. Damtsqebi oder „die eine, die beginnt“ meint in Gurien die erste Saite, ebenso molaparake, „die, die spricht“. Die mittlere Saite heißt in Gurien modzakhili und in Imeretien momdzakhilebeli, „die Gerufene/ die, die ruft“.
Wie die tiefste Saite bani (wörtlich „Flachdach“, hier „Bass“) wird auch der tiefe Bordunton genannt, der allgemein in einem polyphonen Chor der Melodie unterlegt ist und von einer Gesangsstimme oder einem Instrument produziert werden kann. Aus der Literatur sind die Saiteninstrumente ebani und knari bekannt, von denen es keine Abbildungen mehr gibt. Ebani ist etymologisch mit bani verwandt, das in einer historischen Verbindung mit griechisch to buni gesehen wird. So bezeichnete der römische Historiker Flavius Josephus im 1. Jahrhundert n. Chr. eine altägyptische Harfe.
Die ungewöhnliche vierte Saite zili soll sich unter dem Einfluss des vierstimmigen Gesangs entwickelt haben, wonach ihr die Rolle eines hohen Borduntons zukommt. Andere Entsprechungen für diese hohe Begleitstimme liegen im dreistimmigen Gesang krimanchuli (Jodeln) oder gamqivani (Jodeln in hoher Stimmlage) und im vierstimmigen Gesang shemkhmobari. Solche Bezüge werden diskutiert, weil sich grundsätzlich das musikalische Denken vom georgischen polyphonen Gesang ausgehend auf die Bau- und Spielweise der sekundär bedeutenden Musikinstrumente ausgewirkt hat. Die Beziehung zum vierstimmigen Gesang ist jedoch nicht gesichert, da dieser nur in den westgeorgischen Ernteliedern naduri (das System der freiwilligen und unbezahlten Gemeinschaftsarbeit heißt nadi) vorkommt, die weder von einer tschonguri begleitet, noch instrumental wiedergegeben werden.
Die zili-Saite wird immer unverkürzt angeschlagen. In der Standardstimmung liegt ihre Tonhöhe eine Oktave über der tiefsten Saite und erklingt mit ihr zusammen akkordisch. Bei keinem anderen georgischen Saiteninstrument kommt eine Oktavdoppelung (und damit die Bezeichnung zili) vor. In vielen Liedern wird die vierte Saite jedoch nicht gebraucht.

## Spielweise

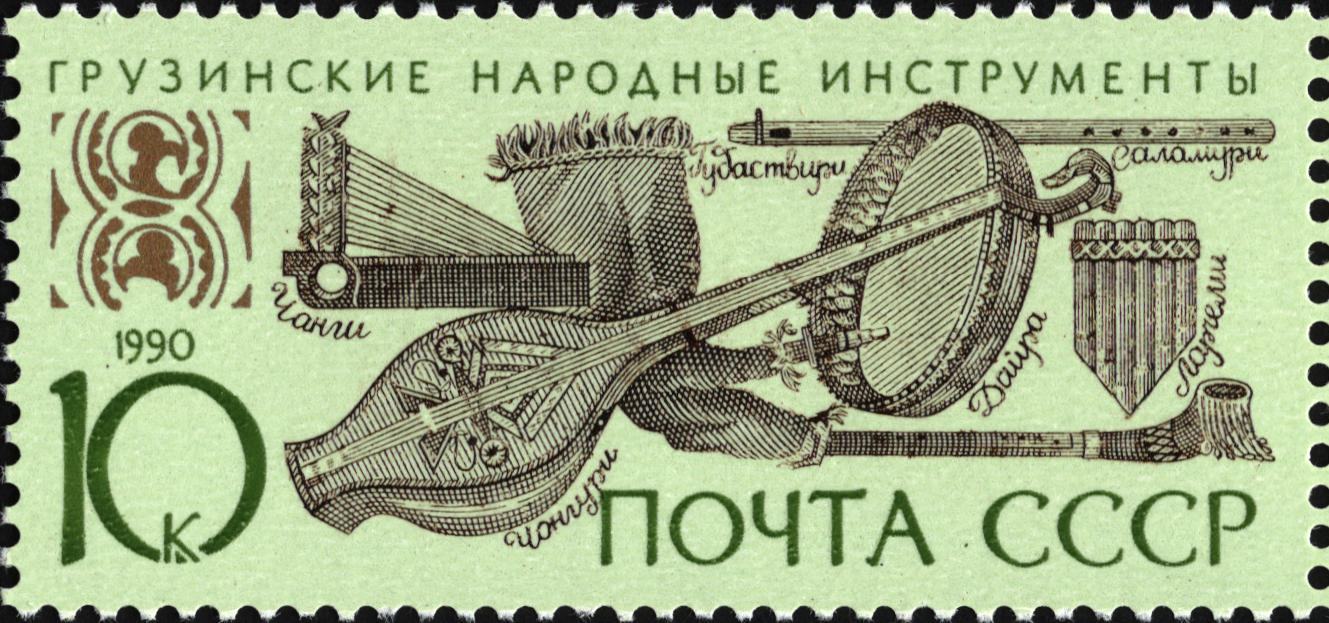
Die russische Briefmarke von 1990 zeigt in der Mitte eine tschonguri und von links nach rechts die Winkelharfe tschangi, Sackpfeife gudastviri, Rahmentrommel daira, Flöte salamuri und Panflöte larchemi.

Die tschonguri wird hauptsächlich von Frauen in Westgeorgien (Gurien, Mingrelien, Imeretien, Adscharien) besonders in den flacheren Gebieten zur Liedbegleitung oder solistisch gespielt. Die Saiten werden in beiden Richtungen mit den Fingern angeschlagen (englisch strumming) oder einzeln gezupft, während die zili-Saite einen hohen Bordunton produziert.
Im 19. Jahrhundert bestanden die Volksmusikensembles aus zwei Instrumenten: Die panduri spielte üblicherweise mit der Rahmentrommel daira zusammen, die tschonguri dagegen mit der Zylindertrommel doli. Instrumentaltrios gab es nur in der orientalischen Musik der Sazandar-Ensembles in Tiflis, die einzige größere Besetzung war das Mtskobri-Militärensemble mit mehreren Metalltrompeten (bukis). Seit Anfang des 19. Jahrhunderts westliche Instrumente ins Land kamen, wurden die georgischen Saiteninstrumente in der städtischen Unterhaltungsmusik zunehmend von der Gitarre verdrängt. In der zweiten Hälfte des 19. Jahrhunderts entstanden in Imeretien mit dem Kulturzentrum Kutaisi neue Volkslieder aus den Melodien von Opern und russischen Liebesromanzen. Dort ersetzte man die tschonguri auch gelegentlich durch die russische siebensaitige Gitarre. Ab den 1930er Jahren kam es gemäß der Ideologie der Georgischen Sowjetrepublik zu einer Wiederbelebung der Volksmusik unter neuen Vorzeichen. An die Stelle der alten, in der Religion verankerten Verstraditionen traten Preislieder auf die revolutionäre Führung, die in musikalisch einfacherem Gewand daherkamen. Die rein vokale Musik trat gegenüber neuen Instrumentalstilen in den Hintergrund. Es entstanden große Orchester, die traditionelle Instrumente verwendeten. Dem neuen Bedarf entsprechend wurden diese in verschiedenen Größen bis in Basslage gebaut.
In Gurien konnte sich der am höchsten entwickelte dreistimmige polyphone Gesangsstil behaupten. Die gurischen Gesänge werden wie in Mingrelien virtuos von einer Tschonguri-Spielerin begleitet. Das Saiteninstrument folgt entweder unisono der Gesangsstimme oder erzeugt durch einzelne Akkorde eine unabhängige harmonische Melodielinie. Die Beziehung zwischen dem Gesang und der tschonguri kommt in den Liedtiteln zum Ausdruck, die sich nach der zugehörigen Saitenstimmung richten. Jedes Lied wird stets von einem Instrument in derselben Stimmung begleitet. Sie zu ändern würde den Charakter des Liedes verfälschen und am Ende ein neues Lied kreieren, obwohl sich die erste und zweite Stimmung nur um einen Ton unterscheiden.
Von besonderer Qualität sind die gurischen Wiegenlieder (guruli nana) mit Tschonguri-Begleitung, die stark durch Avxenti Megrelidze (1877–1953), einem Meister des polyphonen Gesangs beeinflusst wurden. Er arrangierte ein Wiegenlied, in dem ausnahmsweise mehrere tschonguris zusammenspielen, wobei sie den Part des Vorsängers, der beiden Chorstimmen und des begleitenden Saiteninstruments übernehmen. Einer der einflussreichsten gurischen Chorsänger war Kitsi Gegechkori (1886–1971). Viele Arrangements gurischer und auch einiger mengrelischer Wiegenlieder gehen auf ihn zurück. Seine Mutter Eprosine Gabunia sang ebenfalls und spielte tschonguri. Neben Wiegenliedern werden Erntelieder (naduri) und lyrische Liebeslieder von einer tschonguri oder panduri, früher auch von der Streichlaute tschianuri und in Swanetien von der Harfe tschangi begleitet.
Wiegenlieder (nana) und Lieder für Heilungsrituale (lavnana) basieren auf denselben melodischen Strukturen. Mit dem magischen Gehalt der Lavnana-Gesänge lassen sich auch Kinder zur Ruhe bringen. Polyphone lavnanas mit Tschonguri-Begleitung werden als Klagelieder bei den aufwendig inszenierten Beerdigungszeremonien vorgetragen. Die Teilnehmer der Trauerfeier rufen den Toten an, wecken ihn auf und singen ihn in den Schlaf. Dies geschieht unter der verbreiteten Annahme, dass der Tote jedes Wort versteht. Im alten Georgien waren Trauerfeiern mit Fruchtbarkeitskulten verbunden und die verstorbenen Ahnen galten als Mittler zwischen den Lebenden und den Göttern.
Der türkische Musiker Birol Topaloğlu verbindet in einigen seiner Kompositionen türkische und georgische Musik. Neben dem türkischen Dudelsack tulum verwendet er die tschonguri und andere georgische Musikinstrumente.